# 王覽
王覽（206年—278年），字玄通，琅邪臨沂（今山東臨沂市）人。西晉太保王祥異母弟，歷經東漢、三國和西晉三代，曾入仕曹魏及西晉，在西晉官至光祿大夫。

## 生平
東漢末年戰亂不斷，兄長王祥帶王覽和繼母朱氏到廬江避亂，並在該地隱居二十多年。魏文帝黃初年間，曹魏徐州刺史呂虔徵命王祥，王覽勸王祥應命，更為他準備牛車赴命。及後王覽亦應琅邪郡召命任官，很遷任司徒西曹掾、清河太守。咸熙元年（264年），司馬昭復建五等爵，王覽封即丘子，食邑六百戶。
西晉泰始末年曾任弘訓少府。後來轉任太中大夫，祿賜與卿相同。咸寧初年獲任命為宗正卿。不久王覽以疾病請辭，於是以太中大夫身分退休，並獲賜二十萬錢、牀帳薦褥，並派殿中醫治病和給藥。後轉光祿大夫，並在府門前設行馬。
咸寧四年（278年）逝世，享年七十三歲，謚曰貞。

## 性格特徵
- 王覽有優秀的品行，名聲僅次於王祥。王覽與兄長感情要好，生母朱氏憎恨王祥，非但在丈夫面前中傷王祥，更經常施以虐待；但王覽始終站在王祥一邊，更勸生母不要虐待和針對王祥。後知道朱氏有意毒殺王祥，更不顧可能誤服毒藥危險去搶毒酒和先行試菜。[3]

## 逸事
- 據說徐州刺史呂虔有一把佩刀，刀工說這把刀一定是能登三公之位的人才能擁有。呂虔於是將刀送給王祥。王祥死時，將刀交給王覽，並說王覽的後代一定很風光，足以承受這把刀。王覽的後代在東晉時地位舉足輕重，其孙王導和王敦分别把持了东晋的文武朝政，当时百姓称之为“王与马，共天下”，琅琊王氏进入极盛时期。[4]

## 家庭

### 祖先
- 王吉，西漢諫議大夫。

### 祖父
- 王仁，東漢青州刺史。

### 父母
- 王融，王覽父親，曾拒絕朝廷任命，沒有任官。
- 朱氏，王祥繼母，王覽生母。

### 兄弟
- 王祥，王覽異母兄，西晉太保、睢陵公。

### 子女
- 王裁，王覽長子，抚军长史，镇军司马。
- 王基，字士先，王覽次子，治書侍御史。
- 王會，字士和，王覽三子，晉侍御史。
- 王正，字士则，王覽四子，晉尚書郎。
- 王彥，字士治，王覽五子，晉中護軍。
- 王琛，字士玮，王覽六子，晉國子祭酒。